# Agersø (by)
 For alternative betydninger, se Agersø. (Se også artikler, som begynder med Agersø)
Agersø er en havneby og eneste by på øen Agersø med 208 indbyggere i byområdet (2008). Agersø er beliggende i Agersø Sogn mellem Smålandsfarvandet, Storebælt og Agersø Sund tre kilometer vest for Sjælland hvortil der er færgeforbindelse og 12 kilometer vest for Skælskør. Byen tilhører Slagelse Kommune og er beliggende i Region Sjælland.
1. maj 2017 fik Agersø tildelt sit eget postnummer.

## Demografi
| År    | 2006 | 2007 | 2008 | 2009 | 2010 | 2011 | 2012 |
| Antal | 209  | <200 | 208  | <200 | <200 | <200 | <200 |